# Microthlaspi natolicum
Microthlaspi natolicum là một loài thực vật có hoa trong họ Cải. Loài này được F.K. Mey. mô tả khoa học đầu tiên.